# Victor Stolan
Victor Stolan (Checoeslovaquia, 1893 - 1973) proporcionó "el germen de la idea"  que llevó a Julian Huxley y Max Nicholson y otros a fundar el Fondo Mundial para la Naturaleza en 1961 en Suiza.   
Victor Stolan, originario de checoslovaquia, nacionalizado británico era empresario y propietario de un hotel. Murió unos años después de la fundación de la WWF. 

## Papel en la creación de WWF
Victor escribió en 1960 a Julian Huxley, autor de artículos sobre la desaparición de la vida salvaje en África, con "El germen de la idea que daría lugar al nacimiento del Fondo Mundial para la Naturaleza".  En esta carta  solicitaba a Huxley que lo pusiera en contacto con una «mente única y desinhibida… con la que se pudieran desarrollar ideas y dirigirlas rápidamente hacia la acumulación de algunos millones de libras sin movilizar comisiones, comités, etc., ya que no hay tiempo para los procedimientos victorianos».  Huxley respondió poniéndolo en contacto con Max Nicholson, quien animó a Victor a escribir un memorando sobre la creación de dicho fondo. Este memorando ha sido descrito como «brillante, extenso y excéntrico».  Argumentaba que se debía buscar ayuda del Papa y del Arzobispo de Canterbury: «Nadie está en una posición demasiado alta para echar una mano en defensa de la creación. " Igualmente decía que se debería pedir dinero a los "nuevos magnates" para crear un "monumento brillante en la historia". 
Nicholson mostró el memorándum a Guy Mountfort, entonces director de una agencia de publicidad.  Como resultado, en mayo de 1961 se celebró una reunión en la que participaron Peter Scott (el primer presidente del WWF) así como los tres iniciadores. 

## Exclusión
Víctor Stolan fue excluido de posteriores reuniones.  En una carta a Huxley, Nicholson escribió: "El señor Stolan es un entusiasta demasiado ingenuo y un hombre poco práctico para ser de mucha ayuda". El fracaso de Stolan como hotelero también fue tenida en cuenta en su contra.  Nicholson también hizo comentarios  sobre su origen checoslovaco. Otro factor podría haber sido que a diferencia de todos los demás fundadores del WWF, Stolan no era como ellos un ornitólogo ni había estado involucrado previamente en el conservacionismo . 